# Medal za Zasługi w Walce o Niepodległość Polski i Prawa Człowieka 13 XII 1981 – 4 VI 1989
Medal za Zasługi w Walce o Niepodległość Polski i Prawa Człowieka 13 XII 1981 – 4 VI 1989 – medal ustanowiony przez Jerzego Kropiwnickiego i przyznawany przez powołaną przez niego kapitułę w latach 2001–2017, w celu uhonorowania osób zaangażowanych działalność opozycyjną wobec władz Polskiej Rzeczypospolitej Ludowej prowadzoną na terenie regionu Ziemia Łódzka w okresie od 13 grudnia 1981 do 4 czerwca 1989.

## Historia
Jerzy Kropiwnicki uznając, iż po wydarzeniach Okrągłego Stołu nie doszło do ustanowienia w Polsce odznaczenia państwowego, mającego na celu uhonorować działaczy zaangażowanych działalność opozycyjną wobec władz PRL-u prowadzoną na terenie Regionu Ziemia Łódzka w okresie od 13 grudnia 1981 do 4 czerwca 1989, podjął inicjatywę stworzenia takiego odznaczenia.
8 grudnia 2001 Kropiwnicki ustanowił Kapitułę Medalu, składającą się z inicjatora oraz 13 osób: Kazimierza Bednarskiego, ks. Józefa Belniaka, Bernarda Cichosza, Barbary Gruszczyńskej, Rafała Kasprzyka, Andrzeja Kerna, Waldemara Krenca, Marii Lubery, Marii Maciaszczyk, Henryka Marczaka, Jadwigi Palki, Bogdana Stasiaka i Bogdana Ścibuta. Skład kapituły w pierwszej kolejności został odznaczony niniejszym medalem, w dniu jej utworzenia. Kapituła po ustanowieniu odznaczenia państwowego – Krzyża Wolności i Solidarności – uznała, iż zostały spełnione warunki na szczeblu państwowym do spełnienia podjętej przez nią misji. Pomimo tego, medal był przyznawany do 31 sierpnia 2017. Kapituła medalu została za swoją działalność uhonorowana medalami „Pro Patria”.
Wszyscy odznaczeni Medalem za Zasługi w Walce o Niepodległość Polski i Prawa Człowieka otrzymali dyplom z datą 13 grudnia 2001 jako dnia przyznania medalu, co wynikało z chęci Kapituły równego traktowania wszystkich laureatów. Łącznie odznaczono 648 osób, z których 10 pozbawiono odznaczenia, ze względu na ujawnienie uprzednio nieznanych faktów z ich przeszłości.